# Serie del Caribe 1949
La Serie del Caribe 1949 de béisbol profesional se disputó entre el 20 y el 25 de febrero de 1949 en el Estadio del Cerro de La Habana, Cuba. Fue la primera edición de la serie, que desde entonces reúne anualmente a los campeones de las ligas de béisbol profesional del área de Centroamérica y el Caribe. Participaron Cuba, Panamá, Puerto Rico y Venezuela. La sede de la Serie del Caribe se rota entre los miembros de la liga.
Los Alacranes del Almendares de Cuba partían como favoritos en el nuevo campeonato, jugaban además en su propio estadio, el lanzamiento inicial lo realizó George Trautman, presidente de la National Association of Professional Baseball Leagues. Sin mayores complicaciones los cubanos lograron hacerse con la Serie al coronarse de manera invicta.

## Clasificación final
| Clasificación |                    |   |   |       |   |  |
|               | Equipo             | G | P | AVE.  | V |  |
|               | Almendares         | 6 | 0 | 1.000 | - |  |
|               | Cervecería Caracas | 3 | 3 | .500  | 3 |  |
|               | Spur Cola          | 2 | 4 | .333  | 4 |  |
|               | Indios de Mayagüez | 1 | 5 | .167  | 5 |  |

### Marcadores
1.er juego, 20 de febrero.
| Equipo             | C  | H  | E |
| ------------------ | -- | -- | - |
| Spur Cola          | 13 | 15 | 4 |
| Indios de Mayagüez | 9  | 16 | 2 |

2.º juego, 20 de febrero.
| Equipo             | C  | H  | E |
| ------------------ | -- | -- | - |
| Almendares         | 16 | 21 | 0 |
| Cervecería Caracas | 1  | 4  | 4 |

3.er juego, 21 de febrero.
| Equipo             | C | H | E |
| ------------------ | - | - | - |
| Spur Cola          | 2 | 6 | 1 |
| Cervecería Caracas | 4 | 8 | 1 |

4.º juego, 21 de febrero.
| Equipo             | C | H | E |
| ------------------ | - | - | - |
| Indios de Mayagüez | 5 | 9 | 4 |
| Almendares         | 8 | 9 | 0 |

5.º juego, 22 de febrero.
| Equipo             | C | H  | E |
| ------------------ | - | -- | - |
| Indios de Mayagüez | 2 | 11 | 1 |
| Cervecería Caracas | 5 | 11 | 0 |

6.º juego, 22 de febrero.
| Equipo     | C | H | E |
| ---------- | - | - | - |
| Almendares | 4 | 6 | 0 |
| Spur Cola  | 0 | 8 | 2 |

7.º juego, 23 de febrero.
| Equipo             | C  | H  | E |
| ------------------ | -- | -- | - |
| Indios de Mayagüez | 11 | 13 | 2 |
| Spur Cola          | 9  | 13 | 2 |

8.º juego, 23 de febrero.
| Equipo             | C | H  | E |
| ------------------ | - | -- | - |
| Cervecería Caracas | 3 | 8  | 5 |
| Almendares         | 6 | 11 | 1 |

9.º juego, 24 de febrero.
| Equipo             | C | H | E |
| ------------------ | - | - | - |
| Cervecería Caracas | 2 | 6 | 1 |
| Spur Cola          | 3 | 6 | 0 |

10.º juego, 24 de febrero.
| Equipo             | C  | H  | E |
| ------------------ | -- | -- | - |
| Almendares         | 11 | 11 | 1 |
| Indios de Mayagüez | 4  | 11 | 4 |

11.º juego, 25 de febrero.
| Equipo             | C  | H  | E |
| ------------------ | -- | -- | - |
| Cervecería Caracas | 14 | 17 | 0 |
| Indios de Mayagüez | 4  | 8  | 3 |

12.º juego, 25 de febrero.
| Equipo     | C | H | E |
| ---------- | - | - | - |
| Spur Cola  | 2 | 7 | 3 |
| Almendares | 5 | 6 | 0 |

| Bandera de Cuba                  |
| Campeón Alacranes del Almendares |
| Primer título                    |

| Predecesor: No existía | Serie del Caribe La Habana 1949 | Sucesor: San Juan 1950 |

- Datos: Q4566526